# Antonin Lavergne
 (avril 2019).
Antonin Lavergne (né Pierre-Antoine Lavergne le 5 juin 1863 à Aniane (Hérault) et mort le 6 mars 1941 à Saint-André-de-Sangonis (Hérault)) est un écrivain et poète français. 

## Biographie
D'abord instituteur dans son département d'origine puis professeur d’École normale, il fut successivement nommé à Dax, Amiens, Évreux, Rodez, Beauvais. Sa carrière fut jalonnée de difficultés.
Son roman Jean Coste ou l'Instituteur du village, qui décrit les conditions de vie et d’exercice difficiles des hussards noirs de la République, eut à l’époque un grand retentissement.
La publication du roman de Lavergne dans les Cahiers de la Quinzaine donna à Charles Péguy l'occasion d'écrire son De Jean Coste,.
Le roman de Lavergne a fait l’objet de nombreuses études, dont celle d’Anne Roche, à qui l’on doit sa réédition en 1975.

## Œuvres

### Romans
- Jean Coste ou l'Instituteur du village[10], 1908
- Monsieur le maire, 1905
- Tantoune, 1906
- Les Frelons, 1908
- La Voie douloureuse, 1923
- L'Institutrice de village, roman inédit

### Poésie
- Paroles d'amour [1893?]
- Échos du cœur [1880-1883?]
- À vingt ans [1882-1885?]

### Nouvelles
- Ballade du rossignol, 1885.
- « Médaille (La) », Revue des revues, Paris,‎ 1er avril 1902, p. 188 / 758 (ISSN 1153-6004, BNF 34430431, lire en ligne, consulté le 7 juillet 2021).

### Théâtre
- Le Sire de Gellone, cité parfois sous le titre Le Miracle de Guilhem, 1901
- Pétrarque [1903?]
- Mozart, s.d.

### Traductions
- Aux jardins de Murcie, pièce de José Feliu y Codina
- La Dolores, opéra de Tomás Bretón
- L'Écume, texte de Armando Palacio Valdés

## Archives
La Bibliothèque universitaire Lettres et Sciences humaines de l'Université Aix-Marseille, campus Schuman à Aix-en-Provence, conserve un fonds Antonin Lavergne : manuscrits, archives, correspondance, papiers personnels et livres de la bibliothèque de l'instituteur. La bibliothèque d’Antonin Lavergne est essentiellement composée de littérature, de romans dont les auteurs sont aujourd’hui tombés dans l’oubli. Mais il s’y trouve également une dizaine d’ouvrages de Gustave Hervé (1871-1944), auteur de livres d’histoire pacifistes, avant de devenir ardent patriote, et bien connu des historiens du mouvement social.